# Lepargochloa
Lepargochloa es un género de plantas herbáceas de la familia de las poáceas. Es originario del sur de África tropical.
Algunos autores lo incluyen en el género Loxodera (L. rhytachnoides)

## Especies
- Lepargochloa glabra Gledhill
- Lepargochloa rhytachnoides Launert